# Cigarrillo electrónico

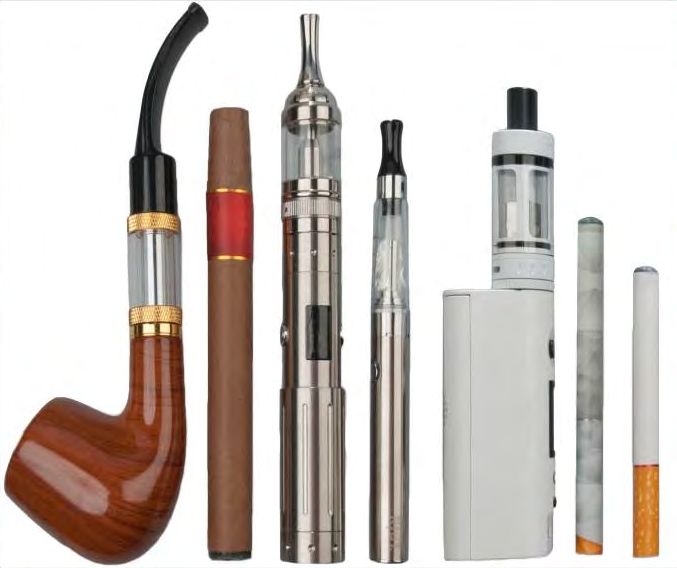
Diferentes modelos de cigarros electrónicos o vapeadores.

El cigarrillo electrónico (también, cigarro electrónico, en inglés «e-Cigarette», «vaporizador», «vapeador», «vaper») es un sistema electrónico inhalador diseñado en su origen para simular el consumo de tabaco sin quemarlo directamente, diferenciándose del cigarrillo tradicional. 
Estos dispositivos utilizan una batería para calentar y vaporizar una solución líquida que el usuario inhala en forma de aerosol. La solución líquida, llamada líquido de vapeo, e-Liquid, e-Juice o esencia, puede o no contener aromas. Estas soluciones líquidas suelen tener propilenglicol, glicerina, nicotina, saborizante, aunque varía según la solución, pues también las hay sin ninguno de estos componentes. 
Desde su introducción al mercado a principios de este siglo, fue popularizándose en la década del 2010, como una alternativa para dejar el cigarrillo tradicional;[cita requerida] así también para su uso recreativo, esto último especialmente en personas no fumadores. En sus inicios, su diseño imitaba los cigarrillos, puros o pipas. En la actualidad hay variados diseños de más de 400 marcas de cigarrillos electrónicos; algunos de los modelos más populares se encienden automáticamente al inhalar, y otros, por medio de un botón.
Si bien se cree que el principal beneficio sobre el uso de los cigarrillos electrónicos es que son una alternativa al cigarro tradicional como terapia de reemplazo de nicotina para dejar de fumar, según estudios recientes, en algunos casos pueden ser igual o peor de dañinos que los cigarrillos comunes, por eso su venta y uso están regulados por ley en algunos países.

## Tipos
La composición de un cigarrillo electrónico consiste en dos elementos diferenciados: 
1. El atomizador. En él se coloca la resistencia y se produce el calentamiento del líquido.
2. El "mod". El que suministra la corriente necesaria para calentar la resistencia.

Estos dos elementos no siempre están diferenciados, puesto que existen cigarrillos electrónicos que entran en la llamada categoría de "AIO" ("All In One", "Todo en uno" en inglés) que aún tanto atomizador como suministrador de corriente en un mismo dispositivo.
Los atomizadores y mods se pueden categorizar en distintos tipos.

### Atomizadores
Llamamos atomizador a una pieza construida generalmente con partes metálicas donde podemos colocar la resistencia, así como en los atomizadores con tanque colocar el líquido. Las resistencias pueden ser de dos tipos: las resistencias artesanales en las que insertar manualmente el algodón y las resistencias comerciales, que se compone de un hilo resistivo rodeado de algodón, compactado dentro de un cilindro con orificios laterales. 
Para el suministro de corriente, los atomizadores emplean un pin metálico situado en la parte inferior de la rosca. Las roscas, son la parte que conectan el suministrador de corriente con el atomizador; existen dos roscas mayormente estandarizadas en el mercado: 510 y eGo. Aun así, existen fabricantes que emplean roscas propietarias.
Podemos catalogar los atomizadores según su funcionamiento y la clase de resistencia que emplean:
- Claromizador: Es un atomizador generalmente con tanque, que emplea resistencias construidas específicamente para ese atomizador o una serie de atomizadores. El fabricante crea modelos distintos de resistencias ya construidas que sólo es necesario enroscar en el interior. En este caso, las resistencias vienen con un valor establecido.[2] Si nuestro kit cuenta con variación de potencia, es muy importante que sepamos localizar en la misma resistencia los rangos de potencia recomendados por cada fabricante. Si no fuese posible ver esta información, a partir de la pantalla de nuestro dispositivo comprobaremos que el valor V (voltaje) nunca supera los 4.2V. Con esto nos aseguraremos de no dar una potencia excesiva a nuestra resistencia. Si nuestro dispositivo, en cambio, no tiene opciones de cambio de potencia, entonces aplicaremos una norma básica por la cual cuanto menor sea el valor de nuestra resistencia, más potencia sacaremos. En cambio, cuanto más valor tiene se dice que la calada es más floja, pero también puede traducirse en una calada más cerrada, con similitud a un cigarrillo convencional.[3]
- Rebuildable Atomizer o Atomizador Reparable (RBA): Son atomizadores que poseen en su interior una base con conexiones en paralelo para emplazar resistencias, permiten libertad a la hora de colocar resistencias ya que se emplean bobinas que se colocan en los postes de la base. Según los principios de diseño del atomizador, existen varias categorías para este tipo de atomizadores.
- Rebuildable Dripping Atomizer o Atomizador Reparable de Vapeo en Seco (RDA): Atomizadores que no poseen tanque, contienen la base reparable justo debajo de la boquilla sin hacer uso de una chimenea. Para recargar el líquido se ha de gotear sobre el algodón colocado en la resistencia. Son populares por dar un buen sabor. Dentro de este tipo, existen una variante con el pin de conexión perforado para ser usado en conjunto con un mod "Bottom Feeder" o de alimentación inferior, sirviendo de entrada de líquido.
- Rebuildable Tank Atomizer o Atomizador Reparable con Tanque (RTA): Atomizadores con tanque, contienen la base reparable conectada a una chimenea que conduce el vapor hacia la boquilla. Emplean Capilaridad para conducir el líquido hacia la resistencia. Dentro del tanque se observan aberturas que sirven como entradas de líquido a la piscina que contiene al algodón que es calentado por la resistencia.
- Rebuildable Dripping Tank Atomizer o Atomizador Reparable con Tanque de Vapeo en Seco (RDTA): Aunque parezca contradictorio, este tipo de atomizador mezcla los conceptos de Tanque y de Vapeo en Seco. Contienen la base reparable en la parte superior, cercana a la boquilla, y el tanque en la parte inferior. Se ha de girar para poder impregnar el algodón.

### Mods

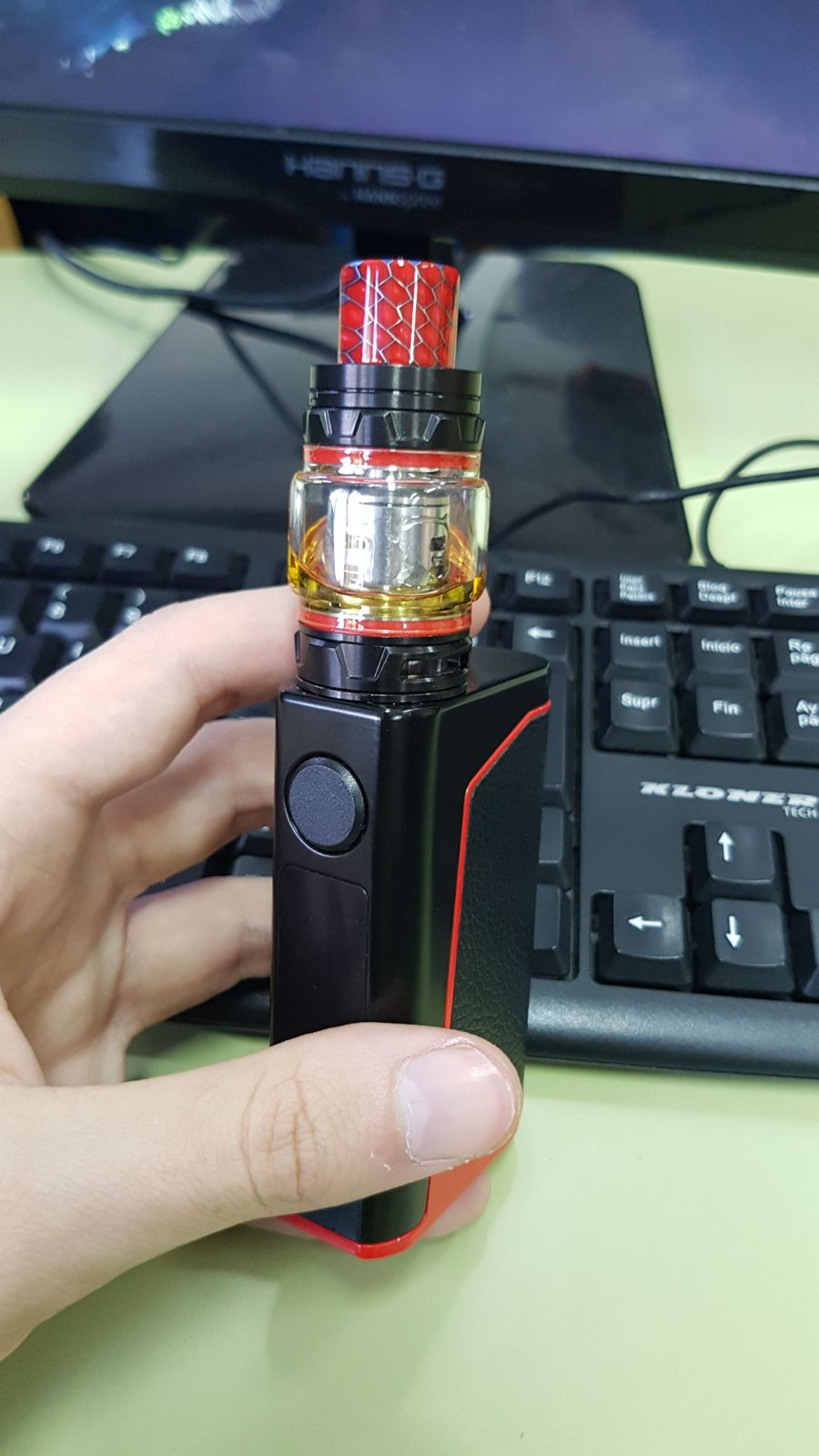
Mod electrónico de vapeo

Son los suministradores de corriente y poseen un cabezal que hace la conexión al atomizador con un pin metálico. Generalmente contienen una o más baterías en su interior que se encarga de suministrar el potencial para calentar la resistencia del atomizador. Suelen tener un botón que activa el suministro de corriente.
Pueden dividirse según el tipo de batería que empleen:
- Mod de batería interna: Aquellos que poseen una batería no reemplazable por el usuario, generalmente usan una batería.
- Mod de batería intercambiable: Aquellos que poseen un compartimento para baterías que pueden ser reemplazadas por el usuario. No existe un estándar para el tamaño de batería, pero sí hay varias extremadamente popularizadas como la 18650. Pueden usar una o más baterías dependiendo de la decisión de diseño del fabricante. También existen modelos que en lugar de usar baterías convencionales emplean baterías de polímero de litio, aunque su cuota de mercado es residual.

Independientemente del tipo de batería, podemos catalogarlos por su funcionamiento o diseño:
- Mod electrónico: Aquellos que poseen electrónica en su interior para regular sus funciones: Ajuste de voltaje, encendido y apagado o recarga USB entre otras; son el tipo más popularizado y más seguro, ya que su placa electrónica suele poseer mecanismos de protección frente a cortocircuitos o descargas inesperadas de potencial. Los más avanzados poseen pantallas para visualizar datos, ajustar el voltaje o usar perfiles predefinidos de uso.
- Mod mecánico: Aquellos que no poseen ningún tipo de electrónica en su interior, de un funcionamiento y construcción muy simple que no posee más que cables y un botón para suministrar la corriente. No usan baterías internas en ningún caso (y sería absurdo ya que sin electrónica, no se podría recargar). Se consideran peligrosos si se utilizan sin conocimiento básico de circuitos dado que no existe una protección electrónica para cortocircuitos y problemas similares, sin embargo son populares por sus elaborados diseños, su salida de potencia y por no requerir una resistencia mínima. Algunos usuarios le colocan un fusible como protección.
- Mod Bottom Feeder o de Alimentación Inferior: Aquellos que poseen un pin de conexión perforado y un compartimento para una botella de plástico. Dicha botella puede apretarse para suministrar de líquido al atomizador a través del pin. Pueden ser electrónicos o mecánicos.

### AIO
"All In One" o "Todo En Uno". Dispositivos que aúnan atomizador y mod en su construcción, no poseen una rosca para la conexión dado que están construidos de manera que ambos elementos están integrados en uno sólo. Suelen emplear resistencias diseñadas específicamente para dichos dispositivos. Recientemente han aparecido nuevos modelos más compactos llamados "Pod" (del Inglés, cápsula) diseñados específicamente para usar con líquidos que contengan sales de nicotina. Una gran diferencia es que no suelen tener un botón para suministrar corriente sino que algunos incorporan un sensor para detectar cuando el usuario aspira y entonces dar la corriente.

## Argumentos en contra y a favor

### Argumentos en contra
El uso del cigarrillo electrónico ha sido cuestionado por dañar los pulmones, ser cancerígeno y sus efectos se homologan a los del tabaco. Su uso genera la misma adicción a la nicotina que los cigarrillos normales, las investigaciones recientes sugieren vínculos respeto a su uso con la enfermedad pulmonar crónica y el asma.

#### Organización Mundial de la Salud
La Organización Mundial de la Salud (OMS) ha advertido a los consumidores que no considera que el cigarrillo electrónico sea un tratamiento legítimo para quienes estén tratando de dejar de fumar y que los distribuidores de cigarrillos electrónicos deben dejar de reivindicar efectos terapéuticos no demostrados o se digan reconocidas por este organismo, debido a la carencia de estudios rigurosos que demuestren la efectividad del cigarro electrónico como terapia de reemplazo o sus niveles de toxicidad. Sin embargo, la OMS no descarta su utilidad si se realizan estudios clínicos y toxicológicos en el marco reglamentario adecuado.  En noviembre de 2016, en la séptima Conferencia de las Partes en el Convenio Marco de la OMS para el Control del Tabaco llevada a cabo en Delhi (India) se presentó un informe sobre Sistemas electrónicos de administración de nicotina (SEAN) y sistemas similares sin nicotina (SSSN) en el que se señala que "si la gran mayoría de fumadores de tabaco que son incapaces o no desean abandonar el tabaco pasaran sin demora a utilizar una fuente alternativa de nicotina que conlleve menos riesgos sanitarios y, con el tiempo, dejaran de utilizarla, supondría un logro contemporáneo considerable en materia de salud pública. Esta circunstancia solo sucedería si la incorporación de menores y no fumadores a la población dependiente de la nicotina no es superior a la correspondiente al tabaquismo y, algún día, se reduce a cero. Que los SEAN/SSSN puedan cumplir esta función sigue siendo objeto de debate entre quienes desean que se promueva y apruebe rápidamente su uso partiendo de las pruebas disponibles, y quienes piden precaución dadas las incertidumbres de carácter científico y la variabilidad en el desempeño de los productos y la diversidad de comportamiento de los usuarios"  y se presenta una lista no exhaustiva de las opciones que las Partes podrían estudiar de conformidad con su legislación nacional con el propósito de cumplir los objetivos relativos a los SEAN/SSSN.

#### Sociedad Española de Neumología y Cirugía Torácica (España)
La Sociedad Española de Neumología y Cirugía Torácica (SEPAR) afirma que pueden causar cambios en los pulmones a corto plazo muy parecidos a los que se producen al fumar los cigarros normales, pero solo al tener nicotina dentro.

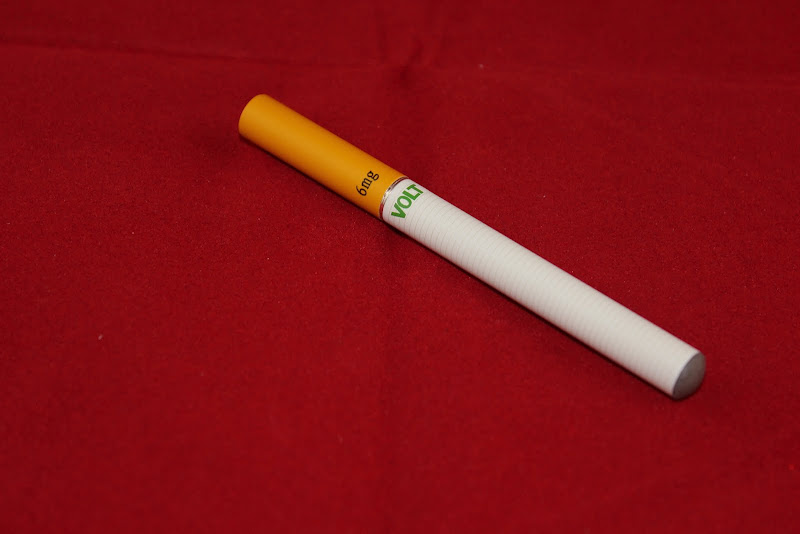
Cigarrillo electrónico con formato de cigarrillo de tabaco

En marzo de 2014, el Complejo Hospitalario Universitario de La Coruña (CHUAC) diagnosticó el primer caso en España de neumonía lipoidea que fue asociada al cigarrillo electrónico y relacionada con la presencia de glicerina vegetal entre los componentes de las cargas. El grupo Ecigarrete Research en su página web publica una carta del Dr. Farsalinos que rebate dicha afirmación, afirmando que una sustancia soluble no lipídica como la glicerina no puede ser acumulada en un ambiente hidrófugo como el observado en las formaciones lipoideas características de esta patología.

#### Prohibición en Míchigan (Estados Unidos)
En septiembre de 2019 en Míchigan se decretó la prohibición de venta de cigarrillos electrónicos tras confirmarse la muerte de 5 personas por su uso, convirtiendo a este estado en el primero que prohíbe estos productos.

#### Administración de Alimentos y Medicamentos (Estados Unidos)
La estadounidense Administración de Alimentos y Medicamentos (FDA) en 2009 alertó de la presencia de nitrosaminas (agentes cancerígenos) y otras sustancias tóxicas (como dietilenglicol) en un estudio preliminar de varias marcas analizadas.

#### Asociación Estadounidense de Médicos de Salud Pública
La Asociación Estadounidense de Médicos de Salud Pública (AAPHP) ha recomendado, respecto de la revisión del Reglamento Estatal de Cigarrillos Electrónicos, añadir dos principios al mismo: 1) mantener y fortalecer la prohibición de vender productos derivados del tabaco y de la nicotina sin receta médica, y 2) aconsejar las terapias de reemplazo de nicotina (que incluyen el uso de cigarrillos electrónicos, entre otros) para aquellos casos en que se ha fracasado en el intento de dejar de fumar o no se quiere dejar de fumar.

#### Su uso para consumo de marihuana
Recientemente, con la legalización de la marihuana en algunos estados de EUA, los consumidores de la droga han comenzado a usar un extracto en forma de aceite de la planta, utilizando cigarrillos electrónicos para vaporizar el producto. Esta forma de consumo no libera el olor característico ya que no existe combustión en el proceso, permitiendo a los consumidores el pasar completamente indetectados en áreas públicas o en presencia de otras personas. Las autoridades están preocupadas pues el mismo método de consumo está siendo utilizado en estados donde aún no es legal el consumo de la droga.

#### Sociedad Española de Salud Pública y Administración Sanitaria
En 2014, la Gaceta Sanitaria publicó el estudio Prevalencia y perfil de uso del cigarrillo electrónico en España, que muestra un rápido aumento del uso del cigarrillo electrónico entre los jóvenes, además de un alto porcentaje de uso dual del cigarrillo electrónico con otros productos de tabaco, particularmente con el cigarrillo convencional.

### Argumentos a favor

##### Asociación CASAA (The Consumer Advocates for Smoke-free Alternatives Association)
En agosto de 2013 fue publicado un estudio financiado por la asociación CASAA (The Consumer Advocates for Smoke-free Alternatives Association, traducido: Asociación de defensa de los consumidores para alternativas a la prohibición de fumar) y realizado por el profesor Igor Burstyn, de la Escuela de Salud Pública de la Universidad de Drexel en el cual se hicieron pruebas a los componentes químicos en el vapor de los cigarrillos electrónicos. Según el estudio los resultados prueban que los niveles de contaminantes son extremadamente bajos comparados con el cigarrillo tradicional de tabaco y completamente inofensivos para los llamados "vapeadores de segunda mano", refiriéndose a aquellos que sin ser necesariamente usuarios activos de los cigarrillos electrónicos, aspiran de manera indirecta el vapor producido por estos.

##### Departamento de Sanidad Nueva Zelanda
En un estudio del Departamento de Sanidad neozelandés por parte del Dr. Murray Laugesen se examinaron los niveles de nitrosaminas del cigarro electrónico encontrando que estos niveles son muy bajos en comparación al cigarro normal. Este estudio reporta un máximo total de nitrosaminas de 8,16 nanogramos por cartucho mientras que en las principales marcas cigarrillos convencionales se reportan de 1300 a 6300 nanogramos por gramo  (1,3 - 6,3 microgramos/gramo).  También indicaron que el nivel de nicotina en los cartuchos del cigarrillo electrónico no es diferente de la concentración de nicotina en los parches de nicotina. Este estudio concluyó que sobre la base de la información del fabricante, la composición del líquido del cartucho no es peligroso para la salud, si se usa debidamente. El departamento de sanidad neozelandés aprobó los cigarrillos electrónicos.

##### Centro Onassis de Cirugía Cardiaca
El 22 de abril de 2014, el grupo del Dr. Konstantinos Farsalinos, investigador jefe del Centro Onassis de Cirugía Cardíaca, publicó el estudio sobre el uso de estos dispositivos con mayor tamaño muestral hasta la fecha, más de 19 441 usuarios. En este trabajo se demostró que el 81 % de los usuarios de estos dispositivos habían abandonado por completo el tabaco mientras que el resto redujo el consumo de tabaco de 20 a 4 cigarrillos por día. Por otro lado, sólo el 0,4 % declararon no ser fumadores en el momento de inicio del consumo, utilizando mayoritariamente los líquidos con baja o nula concentración de nicotina y ninguno de ellos pasó de consumir cigarrillos electrónicos a consumir tabaco.
Sus defensores lo presentan como una alternativa que permitiría sustituir el tabaco por un método de administración de nicotina, sin el resto de los componentes tóxicos, y ninguno de los cancerígenos presentes en la combustión del tabaco. El humo del tabaco porta más de 4000 sustancias químicas, muchas de ellas irritantes y más de 40 cancerígenas; además más de 60 sustancias son añadidas en el proceso de manufactura. Los cigarrillos electrónicos además permiten simular el acto de fumar, cuando en realidad solo es vapor. En este sentido alegan que complementan la administración del componente químico más adictivo del tabaco, la nicotina, con la simulación del comportamiento del fumador, tanto en su manipulación como en el acto de emitir vapor a semejanza del humo del tabaco. En este sentido se propugna su uso como una terapia de reemplazo que, además, permite disminuir los niveles de nicotina contenidos en el líquido hasta hacerlos desaparecer.
Previamente, el parlamento Británico se había promulgado en favor del vapeo, concluyendo, después de revisar cientos de estudios, que el cigarro electrónico es 95% menos dañino que el cigarro convencional. Ahora el Reino Unido da un paso más adelante instalando tiendas de vapeo dentro de dos hospitales (Sandwell General Hospital y West Bromwich), como un esfuerzo para incentivar y ayudar a pacientes y visitantes a dejar de fumar. El director de ambos hospitales menciona "Todas las alternativas están disponibles y solicitamos a visitantes y pacientes a trabajar con nosotros para hacer estos cambios. Dejar de fumar salva su dinero y salva su salud"
También hay un estudio (realizado entre septiembre de 2011 y mayo de 2012) a favor de los cigarros electrónicos, publicado por PlosOne, pero que no se diseñó como prueba para dejar de fumar.
Los expertos insisten en que cualquier producto relacionado con el tabaco sigue siendo potencialmente perjudicial y recomiendan cesar su consumo, ya sean cigarrillos convencionales como electrónicos con nicotina. “El tabaquismo se mantiene como la primera causa de muerte evitable en España. El consumo de tabaco también supone el mayor factor de riesgo de contraer cáncer de pulmón”, asegura el neumólogo Carlos Jiménez, director del Programa de Investigación Integrada en Tabaquismo Sociedad Española de Neumología y Cirugía Torácica (Separ). “Hay que tener claro que todos los productos relacionados con el tabaco son dañinos para la salud, pero no significa que vapear y fumar sean lo mismo.”

#### King's College de Londres
El 27 de febrero de 2019, en un comunicado de prensa, el Public Health England (PHE o Salud Pública de Inglaterra) da a conocer un informe independiente del King's College de Londres, realizado por encargo del PHE. En este informe recomienda a los Servicios de Salud británicos "hacer más para alentar a los fumadores que desean dejar de fumar con la ayuda de un cigarrillo electrónico".
El texto menciona que un ensayo clínico del Reino Unido encontró que los cigarrillos electrónicos, combinados con el apoyo de personal médico, "son hasta dos veces más efectivos para dejar de fumar que otros productos de reemplazo de nicotina, como los parches o goma de mascar".
Las autoridades sanitarias de Reino Unido iniciaron una campaña con el objetivo de contrarrestar la creencia entre los fumadores de posibles efectos negativos del cigarro electrónico y hacerles creer que este recurso es "un 99% menos dañino" que los cigarros tradicionales.

#### Royal College of Physicians
El 28 de abril de 2016, el Royal College of Physicians publicó su informe «Nicotine without smoke: Tobacco harm reduction» con la intención de proporcionar una actualización sobre el uso de la reducción del daño en el tabaquismo, en relación con todos los productos de nicotina sin tabaco, pero particularmente los cigarrillos electrónicos. Muestra que, a pesar de todos los riesgos potenciales, la reducción de daños tiene un enorme potencial para prevenir la muerte y la discapacidad del consumo de tabaco y para acelerar nuestro progreso hacia una sociedad libre de tabaco.
Recomendaciones clave: 
- Fumar es la mayor causa evitable de muerte y discapacidad en el Reino Unido.
- El suministro de la nicotina a la que los fumadores son adictos sin los componentes nocivos del humo de tabaco puede prevenir la mayor parte del daño causado por el tabaquismo.
- La terapia de reemplazo de nicotina (TRN) es más efectiva para ayudar a las personas a dejar de fumar cuando se usan junto con el apoyo de profesionales de la salud, pero mucho menos efectiva cuando se usan solas.
- Los cigarrillos electrónicos se comercializan como productos de consumo y están demostrando ser mucho más populares que las TRN como sustituto y competidor de los cigarrillos de tabaco.
- Los cigarrillos electrónicos parecen ser efectivos cuando los fumadores los utilizan como una ayuda para dejar de fumar.[32]
- Los cigarrillos electrónicos no se fabrican actualmente con los procedimientos estandarizados y esos puede hacerlos más peligrosos que las TRN. Sin embargo, es poco probable que el riesgo para la salud implicado en inhalar el vapor que producen estos cigarros electrónicos exceda el 1.2% del daño causado por el tabaco tradicional.
- Los desarrollos tecnológicos y los estándares de producción mejorados de estos productos podrían reducir el riesgo a largo plazo de los cigarrillos electrónicos.
- Existe la preocupación de que los cigarrillos electrónicos aumenten el tabaquismo al normalizar el acto de fumar, actuando como una puerta de entrada al tabaquismo en los jóvenes. Sin embargo, la evidencia disponible hasta la fecha indica que los cigarrillos electrónicos se usan casi exclusivamente como alternativas más seguras al tabaco por fumadores confirmados que intentan reducir el daño a sí mismos o a otros al fumar, o para dejar de fumar por completo.
- Existe una necesidad de regulación para reducir los efectos adversos directos e indirectos del uso de cigarrillos electrónicos, pero esta regulación no debe inhibir el desarrollo y uso de productos de reducción de daños por parte de los fumadores.
- Es del interés de la salud pública promover el uso de cigarrillos electrónicos, TRN y otros productos de nicotina distintos del tabaco lo más ampliamente posible como sustituto del tabaquismo.

#### FDA
El 28 de julio de 2017 el entonces comisionado de la FDA, Scott Gottlieb, dio un discurso titulado «Protegiendo a las familias estadounidenses. Enfoque integral sobre nicotina y tabaco» en el que declara:
- El tabaco continúa siendo la principal causa de muertes por enfermedades prevenibles en los Estados Unidos. Pero mucho ha cambiado en el marco de la regulación en la producción de tabaco y en la capacidad de la FDA de abordar esta crisis de salud pública.
- Abordar la crisis de adicción que está tomando las vidas de jóvenes y haciendo daño a las familias estadounidenses es la tarea más apremiante de la FDA. En particular, examinar la presencia de nicotina en cigarrillos de combustión como parte de una estrategia mucho más generalizada. Me he comprometido con tomar pasos agresivos para abordar la epidemia de adicción a opioides. Veo nuestra oportunidad de confrontar la adicción a la nicotina con la misma obligación.  Buscaré reducir la adicción a la nicotina con el mismo vigor.
- Además del costo humano devastador del uso de tabaco, el tabaquismo también es culpable de costos directos en asistencia médica y pérdida de productividad por un valor anual aproximado de 300 mil millones de dólares. Por lo que también hay costos económicos importantes para la sociedad.
- Debemos hacer más para ayudar a estos estadounidenses y sus familias a llevar vidas más saludables, y evitar o liberarse de la adicción nociva a los cigarrillos. La clave yace en tomar un enfoque nuevo y generalizado para regular la nicotina.
- La nicotina es increíblemente adictiva. Y cuando la nicotina se combina con partículas de humo del cigarrillo, no solo se vuelve altamente adictiva, sino también una mezcla química adictiva de enfermedades y muerte. [...] Pero la nicotina en cigarrillos no es la responsable directa del cáncer, las enfermedades pulmonares y las enfermedades cardiovasculares que matan a cientos de miles de estadounidenses cada año. Sí, los volvió adictos y los mantiene adictos por mucho tiempo [...] Pero son los otros componentes químicos en el tabaco, y en el humo creado al prenderle fuego al tabaco, la causa directa y principal de las enfermedades y las muertes, no la nicotina. Por lo tanto debemos volver a revisar la nicotina como tal, y como la adicción que esta ocasiona está relacionada con el daño potencial de su mecanismo de administración.
- ¿Cómo podemos abordar la nicotina de forma innovadora y generalizada? 
  - Debemos reconocer el potencial de la innovación para llevarnos a productos menos nocivos, que, con la vigilancia de la FDA, puede ser parte de la solución. Aunque falta mucha investigación por hacer sobre estos productos y los riesgos que pueden tener, también pueden ofrecer beneficios que debemos considerar.
  - Debemos imaginar un mundo donde los cigarrillos pierden su potencial adictivo mediante niveles reducidos de nicotina. Y un mundo donde formas alternativas, menos nocivas y eficientes de administrar niveles deseados de nicotina estén disponibles para aquellos adultos que los necesiten o los deseen.
- Para iniciar este proceso, desarrollaremos una Notificación Previa de Normas Propuestas para identificar los problemas que la FDA deberá abordar para usar nuestra autoridad bajo la disposición de estándar de producto en la Ley de Control del Tabaco para regular la nicotina en cigarrillos combustibles y volverlos mínimamente adictivos o nada adictivos.
- Nuestro enfoque en volver la nicotina el centro de nuestros esfuerzos regulatorios y acompañarlos con reglas y estándares base para productos nuevos. Entre otras cosas, trabajaremos en reglas que establecerán las bases para las solicitudes de Equivalencia Sustancial, Productos de Tabaco de Riesgo Modificado, y solicitudes Previas a la Comercialización de Productos Tabaco; en caso de que y cómo, eximiríamos a cigarros premium de la regulación; cómo podemos regular sabores atractivos para niños en productos como Sistemas Electrónicos de Administración de Nicotina (o ENDS por su siglas en inglés); y si debemos prohibir el mentol en cigarrillos y sabores en cigarrillos - factores que son determinantes en el tabaquismo en jóvenes.
- A medida que avanzamos en nuestro enfoque, también debemos volver a revisar con nuevos ojos el lado no combustible del enfoque. Y es por eso que la tarea de la Oficina de Control de tabaco es volver a considerar aspectos de la implementación de la regla final desde un punto de vista que promueva la innovación, donde la innovación pueda marcar una diferencia real en la salud pública, y asegurándonos que las bases de las normas que necesitamos implementar sean transparentes, predecibles y sostenibles a largo plazo.
- A medida que avanzamos, espero que todos podamos ver los beneficios potenciales para los fumadores de cigarrillos tradicionales, en un mercado adecuadamente regulado, de productos con la capacidad de administrar nicotina sin tener que quemar el tabaco. El beneficio potencial puede ser mayor para el grupo de fumadores de cigarrillos actuales que no pueden o no quieren dejar de fumar. Como reguladores debemos explorar tanto los beneficios potenciales a la salud pública como los riesgos de esta nueva tecnología con una mente abierta.

#### The New England Journal Of Medicine
El 30 de enero de 2019 la revista médica The New England Journal of Medicine publicó un artículo sobre un experimento que involucró a 886 participantes a quienes se les suministraron combinaciones de distintos dispositivos para dejar de fumar durante tres meses, entre ellos parches de nicotina y vaporizadores, además de terapia por al menos cuatro semanas. En un año el grado de efectividad de abstinencia en quienes usaron cigarrillos electrónicos fue del 18%, frente al 9.9% de quienes utilizaron parches.

#### Otros
Recientemente (2021), la Cochrane Library ha publicado una revisión sobre el uso del cigarrillo electrónico (CE) con nicotina como terapia en el abandono del tabaco, en la que señala que existe una evidencia moderada de que los CE con nicotina aumentan las tasas de abandono del tabaquismo en comparación con las terapias de reemplazo de nicotina. En términos absolutos, esto podría dar lugar a tres personas más que dejan de fumar por cada 100 personas.

## Legislación
- Está prohibido: Argentina (prohibido desde el 9 de mayo de 2011),[36] México (Importación, Publicidad, Venta, Distribución y Fabricación) [37] Australia,[38] Grecia,[38] Brasil,[38] Lituania,[38]Panamá (prohibido solo en áreas públicas),[38][39] Singapur,[38] Uruguay,[40][38] Venezuela[41]
- Similar al tabaco (se vende en los mismos establecimientos que el tabaco o su consumo tiene las mismas limitaciones): España,[42][43] Francia,[38] Malta,[38] Estados Unidos (en julio de 2009 la Food and Drug Administration intentó prohibir su importación y regularlos como dispositivos farmacéuticos, pero en enero de 2010 el juez Richard León dictó sentencia a favor de los importadores por entender que la FDA no tiene competencia para dictar tal prohibición y que deben regularse como derivados del tabaco.[44][45][46] Debido a la ausencia de regulación federal, muchos estados y ciudades han optado por sus propias regulaciones, asimilándolo al tabaco, limitando su uso en lugares públicos o prohibiendo su venta a los menores de edad)[47][48][49][50][51][52][53][54][55][56][57][58][59][60]
- Similar a un medicamento (regulación similar a los parches de nicotina): Austria,[38] Alemania,[38] Dinamarca,[38] Eslovaquia,[38] Estonia,[38] Finlandia,[38] Hungría,[38] Países Bajos,[38] Reino Unido,[38] Rumanía,[38] Suecia[38]
- Según su composición (si tiene extracto de tabaco como el tabaco, si tiene nicotina como medicamento): Canadá,[61] Bélgica,[38] Luxemburgo[38]
- Según su composición (si tiene nicotina como tabaco, si no la tiene sin restricciones): Costa Rica[62]
- Prohibido a menores: Italia (menores de 16 años)[38][63]
- Nueva regulación del Tabaco para los cigarrillos electrónicos

La Nueva Directiva del Tabaco, sobre productos relacionados con el tabaco, entró en vigor el día 19 de mayo de 2017.Y apela de lleno al Cigarrillo Electrónico en todas sus formas (Hardware, Líquidos y accesorios) Fija las normas en lo referente a la fabricación, presentación y venta de los productos relacionados con el tabaco: cigarrillos, tabaco de liar, tabaco de pipa, puros, puritos, tabaco de uso oral, cigarrillos electrónicos y productos a base de hierbas para fumar.
En el Boletín regula esta nueva Directiva que sustituye a la 2001/37/CE y entre los que podemos destacar los siguientes puntos:
- Prohíbe los cigarrillos y el tabaco de liar con aromas característicos.
- Obliga a la industria tabacalera a informar de los ingredientes que utiliza en sus productos (en particular, los cigarrillos electrónicos).
- Exige que se incluyan advertencias sanitarias en los envases de los productos del tabaco.

La Directiva 2001/37/CE queda derogada con efecto a partir del 20 de mayo de 2016 sin que se vean afectadas las obligaciones de los Estados miembros relativas a los plazos de transposición al Derecho nacional de dicha Directiva.

### Taiwán
El 21 de marzo de 2023, el Departamento de Salud del Departamento de Salud y Bienestar de Taiwán dijo que algunas disposiciones de la Ley de Control del Tabaco han sido modificadas y se aplicarán formalmente el 22 de marzo, con la prohibición total de los cigarrillos electrónicos, el control de los cigarrillos y productos de tabaco calentados y el aumento de la edad para fumar a los 20 años.
En el mercado local de cigarrillos electrónicos de Taiwán, 1/3 de las tiendas de cigarrillos electrónicos cerraron.

## Historia

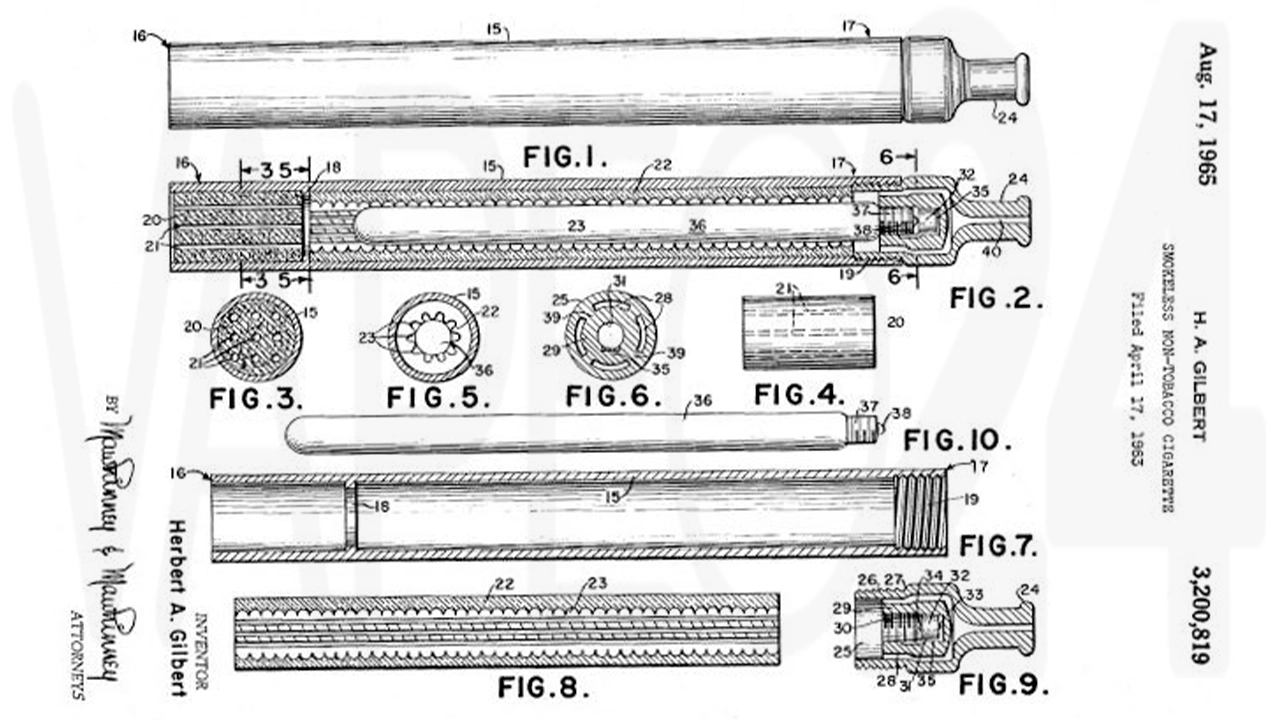
Primera patente de un cigarrillo electrónico

En 1968, Herbert A. Gilbert patentó "un cigarrillo sin tabaco y sin humo". En su patente, Gilbert describió cómo su dispositivo funcionaba, por "sustitución de tabaco en combustión y papel con aire aromatizado caliente y húmedo." El Dispositivo de Gilbert no involucraba nicotina, y los usuarios del dispositivo disfrutaban de un vapor saborizado. Los intentos de comercializar el invento de Gilbert fallaron y su producto cayó en el olvido. Sin embargo, merece una mención como la primera patente para un cigarrillo electrónico.
Más conocido es la invención del farmacéutico chino Hon Lik, quien patentó el primer cigarrillo electrónico basado en nicotina en 2003. Al año siguiente, Hon Lik fue la primera persona en fabricar y vender este producto, inicialmente en el mercado chino y luego a nivel internacional. Desarrollado en China por Hon Lik de Ruyan, el cigarrillo electrónico comenzó a venderse en Europa, Japón y Estados Unidos.
Con el paso de los años, los vapers recargables han revolucionado la manera en que los usuarios consumen nicotina. Estos dispositivos permiten a los usuarios personalizar la cantidad de nicotina y sabores, utilizando líquidos recargables que han ganado popularidad. A diferencia de los cigarrillos electrónicos desechables, los vapers recargables han permitido una mayor adaptabilidad y han facilitado el crecimiento de una industria alrededor de líquidos de diferentes sabores y concentraciones de nicotina. Según informes recientes, esta evolución ha transformado el mercado, destacando por su versatilidad y el cambio hacia un consumo más personalizado de nicotina.

## Presentación y formato

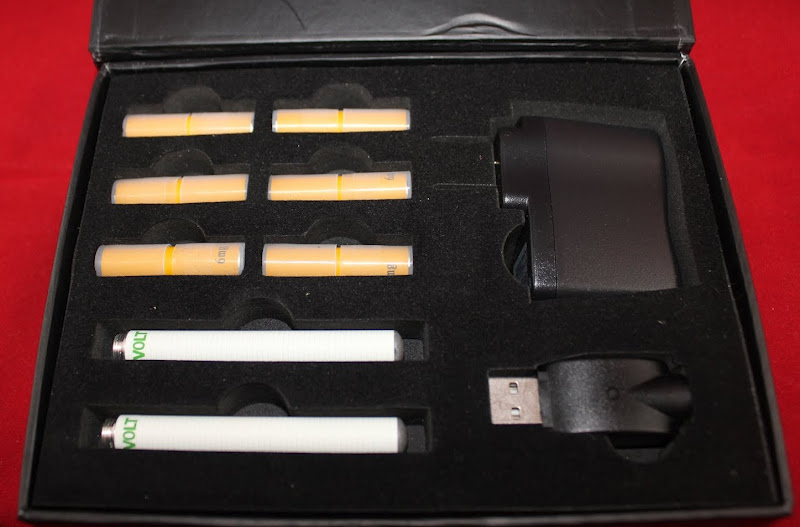
Kit prémium de Cigarrillo electrónico

El aparato adopta la forma de una pajita, ligeramente más larga que un cigarrillo normal (los que imitan exactamente a un cigarrillo normal no suelen ser una opción adecuada por lo general) aunque los hay en formatos más voluminosos que cuentan con más autonomía y mayor capacidad de generar vapor.

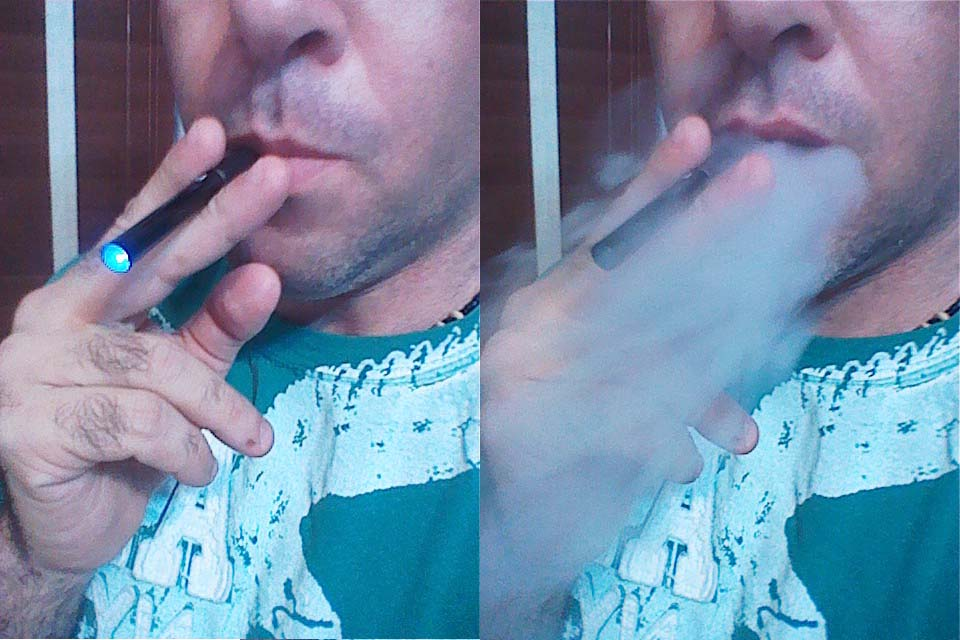
Niveles de producción de vapor en un cigarrillo electrónico

El aparato contiene un cartucho o atomizador recambiable o recargable lleno de líquido. Las principales sustancias que contiene el líquido son: propilenglicol (generalmente alrededor del 70%) y/o glicerina vegetal (generalmente alrededor del 30%), nicotina en diferentes dosis como opcional (por lo general entre 0 mg y 24 miligramos por mililitro) y aromas opcionales.
Cuando el usuario inhala a través del aparato, en algunos modelos, el flujo de aire es detectado por un sensor. Un microprocesador activa entonces un nebulizador (popularizado por la industria como atomizador), que inyecta minúsculas gotitas del líquido en el aire que fluye y lo activa también un led de color naranja (que en los últimos modelos puede ser de otros colores: verde, azul, rosa, etc.) en la punta del aparato para simular mejor el acto auténtico de fumar. El cigarrillo calienta el líquido hasta 60 grados. Un hecho a subrayar es que, dado que al contrario del cigarrillo tradicional, no hay combustión, hace que los efectos negativos en la salud sean mucho menos importantes, siendo éste afirmado por muchos profesionales de la salud, tabacólogos y neumonólogos)
Generalmente, los cigarrillos electrónicos utilizan una batería recargable como fuente de energía. La duración de la batería varía entre distintos aparatos. Esto depende de su capacidad en mAh y el uso que se haga del aparato. La experiencia de los usuarios es que la duración de las baterías cargadas va de 2 a 5 horas en los modelos más convencionales, a 12 a 24 horas en los modelos avanzados. 
Las baterías son de dos tipos: automáticas, en las que la inhalación es detectada lo cual son su gran ventaja ganando en mucha comodidad de uso, pero resultando más fáciles de ser dañadas si pasa e-liquid o agua hacia la misma lo que es probable que ocurra y la arruine irreparablemente o a veces el mecanismo detector de inhalación se bloquea y también la hace inservible (actualmente están cayendo en desuso limitándose a un par de modelos); y manuales, en las que se debe oprimir un pequeño botón al inhalar, lo cual no es tan práctico pero el vapeador genera rápidamente el hábito, y su gran ventaja es que son blindadas lo que las hace absolutamente seguras contra entrada de fluidos a diferencia de las anteriores.
Otros dispositivos: PCC simula un paquete de cigarrillos, pero tiene una batería incorporada que se carga previamente y sirve para ir cargando las baterías de los e-cigs en forma portátil, cargadores USB para computadoras; Passtrough que permite vapear solo conectando un dispositivo que simula una batería de e-cig al puerto USB prescindiendo de la batería; como pasa con los cartuchos la innovación es permanente en este campo. Existe también el «vaper desechable». 2021. que ya viene "preensamblado" y listo para el uso. Estos desechables no son recargables y como su nombre lo indica, al terminar su uso se desechan. Generalmente son equivalentes a dos cajetillas o packs, aproximadamente 40 cigarrillos regulares de tabaco.

### Solución de nicotina, líquidos y aromas

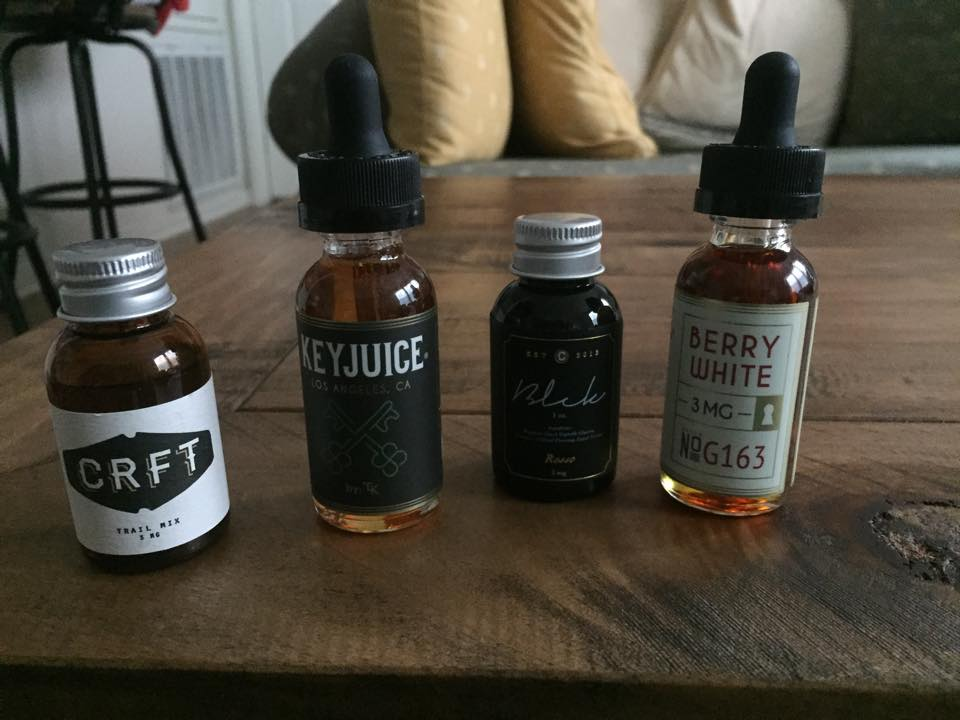
Frascos con e-Liquid

Los líquidos utilizados en los cigarrillos electrónicos se encuentran habitualmente con una gran variedad de formulaciones, con distintos sabores  (p.ej. a frutas, a mentas, a cremas, tabaquiles) y diferentes concentraciones de nicotina. En los niveles más altos de concentración de nicotina, fumar cigarrillos electrónicos se pretenden aportar dosis de nicotina que se aproximan a las consumidas con los cigarrillos de tabaco, para ser utilizadas como terapia de deshabituación y con la pretensión de aportar únicamente una de las sustancia responsables de la adicción tabáquica. Es de destacar que la nicotina es solo una de las aproximadamente 4000 sustancias presentes en el cigarrillo tradicional, la que se considera responsable en mayor medida de la adicción al tabaco y se utiliza del mismo modo que se proporciona en otras terapias de deshabituación, aunque mediante un sistema que imita de una manera más natural la administración de la droga que los chicles, parches o comprimidos de uso farmacéutico. Al poder escoger la concentración de nicotina en los líquidos el cigarrillo electrónico permite disminuir paulatinamente el consumo de la droga reduciendo el síndrome de abstinencia.
Al no producirse combustión de la mezcla, las sustancias consideradas más tóxicas del tabaco no se encuentran presentes en los vapores generados por los cigarrillos electrónicos, aunque si lo está la nicotina. Es de destacar que los líquidos también se encuentran en formulaciones que carecen de nicotina, por lo que en este caso su orientación es más lúdica y tiene menor relación con la pretensión de establecer estos dispositivos como sistemas de dosificación de nicotina.
Dependiendo del aparato, los cartuchos o atomizadores son válidos para entre 40 y 400 caladas. Los cartuchos (que son de muchos tipos y principios de funcionamiento: cartuchos con perlón que absorbe el E-liquid a vaporizar que son de diferentes formas como redondos, semiplanos y planos, cartomizadores -que suman cartucho + atomizador en una sola pieza, son descartables o rinden de tres a cinco recargas- claromizadores -ídem pero transparentes- E-Tank -ídem cartucho pero sin perlón- y más que se van inventando e incorporando, cada uno tiene sus pro y contras) vacíos pueden reemplazarse por otro nuevo o bien rellenarse con más solución. Esta solución, también llamada “E-líquid”, se vende a menudo en frascos de 6 a 30 ml. La solicitud de patente de Ruyan menciona cuatro fórmulas diferentes para la solución de nicotina:
| Sustancia              | Fórmula 1 | Fórmula 2 | Fórmula 3 | Fórmula 4 |
| ---------------------- | --------- | --------- | --------- | --------- |
| Propilenglicol         | 25 %      | 80 %      | 90 %      | 80 %      |
| Nicotina               | 6 %       | 4 %       | 2 %       | 0.1 %     |
| Glicerol               | 2 %       | 5 %       | -         | 5 %       |
| Esencia de tabaco      | -         | 4 %       | 4,5 %     | 1 %       |
| Esencia de aceite      | 2 %       | -         | 1 %       | 1 %       |
| Ácido orgánico         | 1 %       | -         | -         | 2 %       |
| Agente Antioxidante    | 1 %       | -         | -         | -         |
| Valerato de Butilo     | -         | 1 %       | -         | -         |
| Hexonato de Isopentilo | -         | 1 %       | -         | -         |
| Laurato de Laurilo     | -         | 0,6%      | -         | -         |
| Benzoato de Benzilo    | -         | 0,4 %     | -         | -         |
| Octinicato de Metilo   | -         | 0-5 %     | -         | -         |
| Heptilato de Etilo     | -         | 0,2 %     | -         | -         |
| Hexanoato de Hexilo    | -         | 0,3 %     | -         | -         |
| Butirato de Geranilo   | -         | 2 %       | -         | -         |
| Mentol                 | -         | 0,5 %     | -         | -         |
| Ácido cítrico          | -         | 0,5 %     | 2,5 %     | -         |
| Agua                   | -         | -         | -         | 2,9 %     |
| Alcohol                | -         | -         | -         | 8 %       |

Una gran mayoría de e-líquidos tiene sólo tres componentes: Propilenglicol USP (alrededor del 30 %), Glicerina Vegetal USP (65%) y aromas (>5%). La presencia del Propilenglicol se critica, sin embargo esta sustancia (si bien puede tener ligeros efectos irritantes de las mucosas) ha sido declarada por todos los organismos públicos de salud como de baja toxicidad, por lo que se usa en multitud de medicamentos (incluyendo inhaladores, medicamentos de uso pediátrico y dispensadores de nicotina), alimentos y productos de cosmética. En distintos ambientes laborales e industriales se usa normalmente el Propilenglicol en forma vaporizada a altas concentraciones como por ejemplo los cañones de niebla en discotecas y teatros.
Se puede subrayar que el e-líquid se puede también obtener usando sólo Glicerina Vegetal (y aromas si uno desea). Así se obtiene un e-líquido "bio" pero su alta viscosidad dificulta el drenaje a la resistencia/s debiendo disponer de atomizadores de gran caudal de drenaje o reducir la viscosidad del líquido con vodka o agua destilada.

## Mantenimiento y requisitos del cigarrillo electrónico
Uno de los problemas que presenta el cigarrillo electrónico es su mantenimiento y requisitos. Los defensores del cigarrillo electrónico muchas veces se quejan de que no todas las empresas que lo venden asesoran correctamente a sus clientes acerca del mantenimiento y de sus requisitos para que sea una opción válida y efectiva para dejar de fumar, y eso repercute negativamente en el "boca a boca" y la imagen de este medio para dejar de fumar, al no acometer sus funciones de forma correcta. Generalmente una buena transición se logra participando y preguntando en grupos de vapeo donde hay mucha gente dispuesta a ayudar a las nuevas generaciones de vapers.
Los especialistas en cigarrillo electrónico recomiendan que los usuarios tengan muy presente que los atomizadores se constituyen de componentes consumibles (resistencias, mechas) y han de ser reemplazados periódicamente. Además hay que prestar atención al elegir estos componentes, al igual que se ha de estar suplido de E-líquids de forma constante, es necesario también que los componentes de los atomizadores no lleguen a un desgaste excesivo y el flujo de "vapor" llegue a ser insuficiente, propiciando la recaída en el tabaco tradicional.